# Svenska mästerskapen i drakbåt

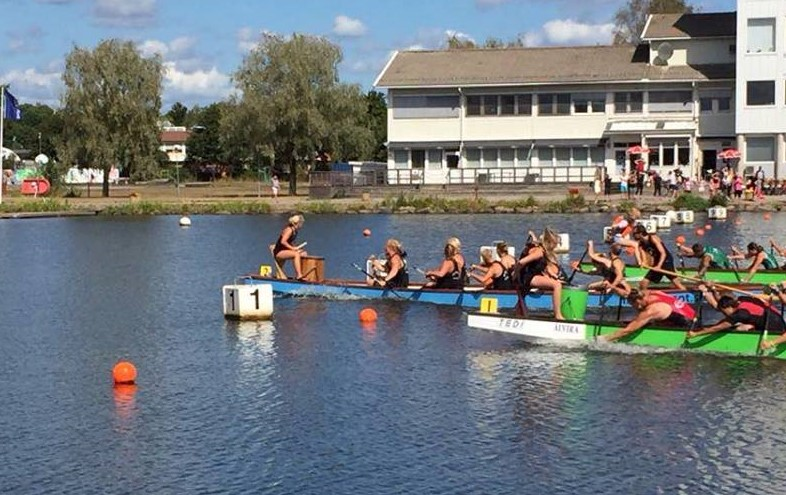
Målgång på 200 meter i 10-manna mixed vid svenska mästerskapen 2018 i Nyköping. Svenska mästare blev Örnsbergs Kanotsällskap 2, före Örnsbergs Kanotsällskap 1 och Kungälvs Kanotklubb.

Svenska mästerskapen i drakbåt arrangeras sedan 2016, under Svenska Kanotförbundet. Från början var det bara 10-manna mixed på distanserna 200 meter och 500 meter som kördes. Sedan 2019 finns det även en herr/open-klass och en dam-klass. Sedan 2021 körs även 2 000 meter.
Åren innan drakbåt fick SM-status, 2014–2015, hölls tävlingen i form av riksmästerskap. Riksmästerskap kördes även under delar av 1990-talet, men då tävlades det i 20-mannabåtar.

## Medaljörer

### Mixed

#### 200m
| Tävling         | Guld                      | Silver                    | Brons                     |
| Jönköping 2014* | Kajakklubben Eskimå       | Örnsbergs Kanotsällskap   | Kungälvs Kanotklubb       |
| Nyköping 2015*  | Kajakklubben Eskimå       | Örnsbergs Kanotsällskap   | Tibro Kanotklubb          |
| Hofors 2016     | Örnsbergs Kanotsällskap   | Kajakklubben Eskimå       | Tibro Kanotklubb          |
| Jönköping 2017  | Örnsbergs Kanotsällskap 2 | Örnsbergs Kanotsällskap 1 | Hindås KK                 |
| Nyköping 2018   | Örnsbergs Kanotsällskap 2 | Örnsbergs Kanotsällskap 1 | Kungälvs Kanotklubb       |
| Nyköping 2019   | Örnsbergs Kanotsällskap 2 | Örnsbergs Kanotsällskap 1 | Örnsbergs Kanotsällskap 3 |
| Nyköping 2021   | Örnsbergs Kanotsällskap 2 | Örnsbergs Kanotsällskap 1 | Stockholms Paddlarklubb   |
| Jönköping 2022  | Kungälvs Kanotklubb       | Örnsbergs Kanotsällskap 1 | Örnsbergs Kanotsällskap 2 |
| Nyköping 2023   | Örnsbergs Kanotsällskap 1 | Stockholms Paddlarklubb   | Örnsbergs Kanotsällskap 2 |
| Jönköping 2024  | Halmstads Kanotklubb      | Kungälvs Kanotklubb       | Örnsbergs Kanotsällskap 1 |

- Åren 2014–2015 kördes tävlingen i form av riksmästerskap.

#### 500m
| Tävling         | Guld                      | Silver                    | Brons                     |
| Jönköping 2014* | Kajakklubben Eskimå       | Örnsbergs Kanotsällskap   | Tibro Kanotklubb          |
| Nyköping 2015*  | Örnsbergs Kanotsällskap   | Kajakklubben Eskimå       | Tibro Kanotklubb          |
| Hofors 2016     | Örnsbergs Kanotsällskap   | Tibro Kanotklubb          | Kajakklubben Eskimå       |
| Jönköping 2017  | Örnsbergs Kanotsällskap 2 | Örnsbergs Kanotsällskap 1 | Stockholms Paddlarklubb   |
| Nyköping 2018   | Örnsbergs Kanotsällskap 2 | Kungälvs Kanotklubb       | Örnsbergs Kanotsällskap 1 |
| Nyköping 2019   | Örnsbergs Kanotsällskap 2 | Örnsbergs Kanotsällskap 1 | Stockholms Paddlarklubb   |
| Nyköping 2021   | Örnsbergs Kanotsällskap 2 | Kungälvs Kanotklubb       | Stockholms Paddlarklubb   |
| Jönköping 2022  | Kungälvs Kanotklubb       | Örnsbergs Kanotsällskap 1 | Örnsbergs Kanotsällskap 2 |
| Nyköping 2023   | Örnsbergs Kanotsällskap 1 | Kungälvs Kanotklubb       | Örnsbergs Kanotsällskap 2 |
| Jönköping 2024  | Kungälvs Kanotklubb       | Örnsbergs Kanotsällskap 1 | Örnsbergs Kanotsällskap 2 |

- Åren 2014–2015 kördes tävlingen i form av riksmästerskap.

#### 2000m
| Tävling        | Guld                      | Silver                    | Brons                     |
| Nyköping 2021  | Örnsbergs Kanotsällskap 2 | Örnsbergs Kanotsällskap 1 | Kungälvs Kanotklubb       |
| Jönköping 2022 | Örnsbergs Kanotsällskap 1 | Kungälvs Kanotklubb       | Örnsbergs Kanotsällskap 2 |
| Nyköping 2023  | Stockholms Paddlarklubb   | Örnsbergs Kanotsällskap 2 | Örnsbergs Kanotsällskap 1 |
| Jönköping 2024 | Örnsbergs Kanotsällskap 2 | Kungälvs Kanotklubb       | Halmstads Kanotklubb      |

### Herrar/Open

#### 200m
| Tävling        | Guld                      | Silver                    | Brons                     |
| Nyköping 2019  | Örnsbergs Kanotsällskap 2 | Örnsbergs Kanotsällskap 1 | Kungälvs Kanotklubb       |
| Nyköping 2021  | Örnsbergs Kanotsällskap 2 | Örnsbergs Kanotsällskap 1 | Kungälvs Kanotklubb       |
| Jönköping 2022 | Örnsbergs Kanotsällskap 1 | Örnsbergs Kanotsällskap 2 | Kungälvs Kanotklubb       |
| Nyköping 2023  | Örnsbergs Kanotsällskap 1 | Örnsbergs Kanotsällskap 2 | Huskvarna Kanotklubb      |
| Jönköping 2024 | Örnsbergs Kanotsällskap 1 | Kungälvs Kanotklubb       | Örnsbergs Kanotsällskap 2 |

#### 500m
| Tävling        | Guld                      | Silver                    | Brons                     |
| Nyköping 2019  | Örnsbergs Kanotsällskap 2 | Örnsbergs Kanotsällskap 1 | Kungälvs Kanotklubb       |
| Nyköping 2021  | Örnsbergs Kanotsällskap 2 | Örnsbergs Kanotsällskap 1 | Kungälvs Kanotklubb       |
| Jönköping 2022 | Örnsbergs Kanotsällskap 1 | Örnsbergs Kanotsällskap 2 | Kungälvs Kanotklubb       |
| Nyköping 2023  | Örnsbergs Kanotsällskap 2 | Huskvarna Kanotklubb      | Örnsbergs Kanotsällskap 1 |
| Jönköping 2024 | Örnsbergs Kanotsällskap 2 | Örnsbergs Kanotsällskap 1 | Kungälvs Kanotklubb       |

#### 2000m
| Tävling        | Guld                      | Silver                    | Brons                     |
| Nyköping 2021  | Örnsbergs Kanotsällskap 2 | Örnsbergs Kanotsällskap 1 | Kungälvs Kanotklubb       |
| Jönköping 2022 | Kungälvs Kanotklubb       | Örnsbergs Kanotsällskap 1 | Örnsbergs Kanotsällskap 2 |
| Jönköping 2024 | Örnsbergs Kanotsällskap 2 | Örnsbergs Kanotsällskap 1 | Kungälvs Kanotklubb       |
| Jönköping 2024 | Örnsbergs Kanotsällskap 2 | Örnsbergs Kanotsällskap 1 | Kungälvs Kanotklubb       |

### Damer

#### 200m
| Tävling        | Guld                    | Silver                    | Brons                     |
| Nyköping 2019  | Örnsbergs Kanotsällskap | Indalsälven Dragonboat    | Tibro Kanotklubb          |
| Nyköping 2021  | Örnsbergs Kanotsällskap | Tibro Kanotklubb          | Malmö Kanotklubb          |
| Jönköping 2022 | Örnsbergs Kanotsällskap | Kungälvs Kanotklubb       | Tibro Kanotklubb          |
| Nyköping 2023  | Örnsbergs Kanotsällskap | Kungälvs Kanotklubb       | Tibro Kanotklubb          |
| Jönköping 2024 | Kungälvs Kanotklubb     | Örnsbergs Kanotsällskap 1 | Örnsbergs Kanotsällskap 2 |

#### 500m
| Tävling        | Guld                    | Silver                    | Brons                     |
| Nyköping 2019  | Örnsbergs Kanotsällskap | Indalsälven Dragonboat    | Tibro Kanotklubb          |
| Nyköping 2021  | Örnsbergs Kanotsällskap | Malmö Kanotklubb          | Tibro Kanotklubb          |
| Jönköping 2022 | Örnsbergs Kanotsällskap | Kungälvs Kanotklubb       | Tibro Kanotklubb          |
| Nyköping 2023  | Örnsbergs Kanotsällskap | Kungälvs Kanotklubb       | Tibro Kanotklubb          |
| Jönköping 2024 | Kungälvs Kanotklubb     | Örnsbergs Kanotsällskap 2 | Örnsbergs Kanotsällskap 1 |

#### 2000m
| Tävling        | Guld                      | Silver              | Brons                     |
| Nyköping 2021  | Örnsbergs Kanotsällskap   | Malmö Kanotklubb    | Tibro Kanotklubb          |
| Jönköping 2022 | Örnsbergs Kanotsällskap   | Kungälvs Kanotklubb | Tibro Kanotklubb          |
| Nyköping 2023  | Kungälvs Kanotklubb       | Tibro Kanotklubb    | Stockholms Paddlarklubb   |
| Jönköping 2024 | Örnsbergs Kanotsällskap 1 | Kungälvs Kanotklubb | Örnsbergs Kanotsällskap 2 |